# Матьє Буа
Матьє Буа (англ. Mathieu Bois, 6 липня 1988) — канадський плавець.
Учасник Олімпійських Ігор 2008 року.
Призер Панамериканських ігор 2007 року.